# 43-й Нью-Йоркский пехотный полк
43-й Нью-Йоркский пехотный полк (43rd New York Volunteer Infantry Regiment так же Albany And Yates’ Rifles) — представлял собой один из пехотных полков армии Союза во время Гражданской войны в США. Полк был сформирован осенью 1861 года и прошёл все сражения войны на востоке от осады Йорктауна до сражения при Аппоматтоксе.

## Формирование
Полк был сформирован в Олбани, штат Нью-Йорк. 18 сентября в полк были введены 4 неполные роты, которые набрал полковник Эйер, и которые были переформированы в две роты. После было добавлено ещё две роты и на этом формирование завершилось. В июле 1862 года полк был переформирован в 5 рот, а в октябре 1862 добавили ещё 5 рот. Роты полка были набраны в основном в Олбани, Канаджохари, Сэнди-Хилл, Скенектади, Нью-Йорке и Куперстауне. Роты, введённые в октябре 1862 года были набраны в Олбани. Первым командиром полка стал полковник Френсис Винсон, подполковником — Чарльз Пирсон, а майором — Бенжамин Бейкер.

## Боевой путь
21 сентября 1861 года полк был отправлен в Вашингтон и включён в бригаду Хэнкока для службы в укреплениях Вашингтона. 1 октября майор Бейкер стал подполковником. В марте 1862 года бригада Хэнкока стала 1-й бригадой 2-й дивизии (Уильяма Смита) IV корпуса Потомакской армии. Она участвовала в мартовском наступлении на Манассас, а 16 марта была направлена в Александрию и переброшена по морю на вирджинский полуостров, где в начале апреля участвовала в осаде Йорктауна. 28 апреля полк участвовал в перестрелке у Лии-Милс, где был убит 1 офицер и 4 рядовых ранено.
5 мая полк участвовал в сражении при Уильямсберге.
18 мая, после переформирования армии, бригада Хэнкока стала частью VI корпуса Потомакской армии.
Полк прошёл сражения Семидневной битвы, в которых потерял 6 рядовых убитыми и смертельно ранеными, 37 рядовых ранеными и 28 пропавшими без вести.
17 июля Джон Уильсон, капитан роты А, стал майором. В конце июля полк сократился до 5 рот.
16 августа 1862 года полк был отправлен в форт Монро, а оттуда 28 августа был направлен в Сентервилл, где занял земляные укрепления. 1 сентября он участвовал в прикрытии отступления Вирджинской армии к Фэирфаксу. После начала Мерилендскай кампании полк участвовал в сражении у Южной горы 14 сентября, где штурмовал ущелье Кремптона.

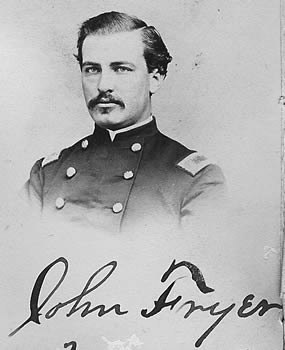
Майор Джон Фраер

17 сентября во время сражения при Энтитеме весь VI корпус остался в резерве, и 43-й Нью-Йоркский не был задействован и потерял только 1 человека раненым. 19 сентября полковник Винтон стал бригадным генералом, а 24 сентября подполковник Бейкер получил звание полковника и возглавил полк. Майор Уилсон стал подполковником, а капитан Джон Фраер — майором. В октябре, когда полк стоял в мерилендском Хагерстауне, в него вели 5 рот, доведя его численность до исходных 10-ти рот.
В ходе сражения Уинфилд Хэнкок принял командование дивизией, передав бригаду полковнику Эймосу Коббу, который вскоре покинул полевую армию, и бригаду возглавил полковник Кэльвин Пратт. Под его командованием 43-й полк в декабре 1862 года участвовал в сражении при Фредериксберге, где потерял 11 рядовых ранеными и 1 потерянным без вести.